# Campeonato de Primera División C 1975 (Argentina)
El Campeonato de Primera División C 1975 fue la cuadragésima primera temporada del certamen de la tercera categoría del fútbol argentino. Se disputó entre el 1 de marzo y el 13 de diciembre de 1975.
Los nuevos participantes fueron Barracas Central y Victoriano Arenas campeón y subcampeón de la Ronda Final de la Primera D 1974, respectivamente.
El certamen consagró campeón por primera vez a Villa Dálmine, que de esta manera obtuvo el primer ascenso. Por su parte, El Porvenir obtuvo el segundo ascenso al finalizar como subcampeón.

## Ascensos y descensos
| Pos. | Ascendidos de la Primera C 1974 |
| ---- | ------------------------------- |
| 1º   | Sportivo Italiano               |
| 2º   | Sarmiento de Junín              |

| Descendidos de la Primera B 1974 |
| -------------------------------- |
| No hubo                          |

| Pos. | Ascendidos de la Primera D 1974 |
| ---- | ------------------------------- |
| 1º   | Barracas Central                |
| 2º   | Victoriano Arenas               |

| Desafiliado       |
| ----------------- |
| Central Argentino |

## Formato
Los equipos se enfrentaron bajo el sistema de todos contra todos a 2 ruedas. El equipo con mayor puntaje se consagró campeón y obtuvo el primer ascenso, mientras que el subcampeón obtuvo el segundo ascenso.
No hubo descensos esta temporada.

## Equipos participantes
| Equipo               | Ciudad          | Estadio              |
| -------------------- | --------------- | -------------------- |
| Argentino de Quilmes | Quilmes         | Argentino de Quilmes |
| Argentino de Rosario | Rosario         | José Martín Olaeta   |
| Barracas Central     | Buenos Aires    | Olavarría y Luna     |
| Brown de Adrogué     | Adrogué         | Brown de Adrogué     |
| Colegiales           | Munro           | Malaver y Posadas    |
| Defensores Unidos    | Zárate          | Gigante de Villa Fox |
| Deportivo Armenio    | Buenos Aires    | No posee             |
| Deportivo Español    | Buenos Aires    | No posee             |
| Deportivo Riestra    | Buenos Aires    | Riestra y Lacarra    |
| El Porvenir          | Gerli           | Enrique de Roberts   |
| Excursionistas       | Buenos Aires    | Pampa y Miñones      |
| Fénix                | Buenos Aires    | Concepción Arenal    |
| Ferrocarril Midland  | Libertad        | Ciudad de Libertad   |
| J.J. Urquiza         | Caseros         | Kelsey y Bonifacini  |
| Liniers              | Buenos Aires    | No posee             |
| Luján                | Luján           | Municipal de Luján   |
| Victoriano Arenas    | Valentín Alsina | Saturnino Moure      |
| Villa Dálmine        | Campana         | Mitre y Puccini      |
| Villa San Carlos     | Berisso         | Genacio Sálice       |

### Distribución geográfica de los equipos
| Región                                   | Cant. | Equipos |
| ---------------------------------------- | ----- | --- |
| Conurbano bonaerense                     | 7     | Argentino de Quilmes, Brown de Adrogué, Colegiales, El Porvenir, Ferrocarril Midland, J.J Urquiza y Victoriano Arenas |
| Ciudad de Buenos Aires                   | 7     | Barracas Central, Deportivo Armenio, Deportivo Español, Deportivo Riestra, Excursionistas, Fénix y Liniers            |
| Interior de la provincia de Buenos Aires | 4     | Defensores Unidos, Luján, Villa Dálmine y Villa San Carlos                                                            |
| Ciudad de Rosario                        | 1     | Argentino (R) |

## Tabla de posiciones
| Pos. | Equipo               | Pts. | PJ | PG | PE | PP | GF  | GC | Dif. |
| ---- | -------------------- | ---- | -- | -- | -- | -- | --- | -- | ---- |
| 1.º  | Villa Dálmine        | 60   | 36 | 28 | 4  | 4  | 111 | 39 | 72   |
| 2.º  | El Porvenir          | 59   | 36 | 27 | 5  | 4  | 84  | 35 | 49   |
| 3.º  | Argentino de Quilmes | 53   | 36 | 25 | 3  | 8  | 85  | 33 | 52   |
| 4.º  | Deportivo Español    | 51   | 36 | 24 | 3  | 9  | 78  | 36 | 42   |
| 5.º  | Deportivo Armenio    | 46   | 36 | 20 | 6  | 10 | 67  | 49 | 18   |
| 6.º  | Argentino de Rosario | 43   | 36 | 18 | 7  | 11 | 67  | 49 | 18   |
| 7.º  | Colegiales           | 41   | 36 | 17 | 7  | 12 | 71  | 61 | 10   |
| 8.º  | Excursionistas       | 41   | 36 | 18 | 5  | 13 | 44  | 37 | 7    |
| 9.º  | Defensores Unidos    | 37   | 36 | 13 | 11 | 12 | 51  | 58 | −7   |
| 10.º | Barracas Central     | 33   | 36 | 7  | 19 | 10 | 41  | 52 | −11  |
| 11.º | Ferrocarril Midland  | 30   | 36 | 9  | 12 | 15 | 51  | 66 | −15  |
| 12.º | Brown de Adrogué     | 29   | 36 | 11 | 9  | 16 | 57  | 63 | −6   |
| 13.º | J.J. Urquiza         | 29   | 36 | 9  | 11 | 16 | 41  | 61 | −20  |
| 14.º | Deportivo Riestra    | 25   | 36 | 9  | 7  | 20 | 55  | 83 | −28  |
| 15.º | Luján                | 23   | 36 | 7  | 9  | 20 | 41  | 75 | −34  |
| 16.º | Liniers              | 22   | 36 | 9  | 4  | 23 | 32  | 67 | −35  |
| 17.º | Villa San Carlos     | 22   | 36 | 8  | 8  | 20 | 56  | 95 | −39  |
| 18.º | Fénix                | 19   | 36 | 6  | 7  | 23 | 33  | 65 | −32  |
| 19.º | Victoriano Arenas    | 17   | 36 | 4  | 9  | 23 | 46  | 87 | −41  |

|  | Se consagró campeón y ascendió a la Primera B |
|  | Ascendió a la Primera B como subcampeón       |

## Resultados
| Excursionistas       | 4 - 0 | Luján             | Pampa y Miñones      | 1 de marzo |
| Ferrocarril Midland  | 4 - 1 | Liniers           | Ciudad de Libertad   | 1 de marzo |
| El Porvenir          | 3 - 3 | Colegiales        | Enrique De Roberts   | 1 de marzo |
| Brown de Adrogué     | 1 - 1 | Deportivo Riestra | Brown de Adrogué     | 1 de marzo |
| Defensores Unidos    | 3 - 1 | Villa San Carlos  | Gigante de Villa Fox | 1 de marzo |
| Fénix                | 1 - 2 | Deportivo Español | Olavarría y Luna     | 1 de marzo |
| J.J. Urquiza         | 2 - 2 | Victoriano Arenas | Kelsey y Bonifacini  | 1 de marzo |
| Argentino de Rosario | 1 - 1 | Barracas Central  | Arroyito             | 1 de marzo |
| Argentino de Quilmes | 1 - 2 | Villa Dálmine     | Argentino de Quilmes | 1 de marzo |

| Luján             | 3 - 1 | Brown de Adrogué     | Municipal de Luján            | 8 de marzo |
| Deportivo Riestra | 1 - 5 | Argentino de Quilmes | Enrique De Roberts            | 8 de marzo |
| Villa Dálmine     | 1 - 1 | Ferrocarril Midland  | El Coliseo de Mitre y Puccini | 8 de marzo |
| Liniers           | 1 - 1 | Argentino de Rosario | Kelsey y Bonifacini           | 8 de marzo |
| Barracas Central  | 0 - 0 | Fénix                | Olavarría y Luna              | 8 de marzo |
| Deportivo Español | 2 - 1 | J.J. Urquiza         | El Gasómetro                  | 8 de marzo |
| Victoriano Arenas | 2 - 4 | Defensores Unidos    | Fragata Presidente Sarmiento  | 8 de marzo |
| Villa San Carlos  | 1 - 1 | El Porvenir          | Genacio Sálice                | 8 de marzo |
| Colegiales        | 3 - 3 | Deportivo Armenio    | Malaver y Posadas             | 8 de marzo |

| Deportivo Armenio    | 3 - 1 | Villa San Carlos  | Juan Pasquale        | 15 de marzo |
| El Porvenir          | 2 - 1 | Victoriano Arenas | Enrique De Roberts   | 15 de marzo |
| Defensores Unidos    | 0 - 0 | Deportivo Español | Gigante de Villa Fox | 15 de marzo |
| J.J. Urquiza         | 0 - 0 | Barracas Central  | Kelsey y Bonifacini  | 15 de marzo |
| Fénix                | 1 - 2 | Liniers           | Olavarría y Luna     | 15 de marzo |
| Argentino de Rosario | 5 - 0 | Villa Dálmine     | José Martín Olaeta   | 15 de marzo |
| Ferrocarril Midland  | 2 - 0 | Deportivo Riestra | Ciudad de Libertad   | 15 de marzo |
| Argentino de Quilmes | 4 - 0 | Luján             | Argentino de Quilmes | 15 de marzo |
| Brown de Adrogué     | 1 - 0 | Excursionistas    | Brown de Adrogué     | 15 de marzo |

| Excursionistas    | 2 - 0 | Argentino de Quilmes | Pampa y Miñones               | 22 de marzo |
| Luján             | 1 - 1 | Ferrocarril Midland  | Municipal de Luján            | 22 de marzo |
| Deportivo Riestra | 2 - 1 | Argentino de Rosario | Enrique De Roberts            | 22 de marzo |
| Villa Dálmine     | 2 - 1 | Fénix                | El Coliseo de Mitre y Puccini | 22 de marzo |
| Liniers           | 2 - 3 | J.J. Urquiza         | Argentino de Quilmes          | 22 de marzo |
| Barracas Central  | 1 - 1 | Defensores Unidos    | Olavarría y Luna              | 22 de marzo |
| Deportivo Español | 4 - 2 | El Porvenir          | El Gasómetro                  | 22 de marzo |
| Victoriano Arenas | 2 - 4 | Deportivo Armenio    | Lacarra y Barros Pazos        | 22 de marzo |
| Villa San Carlos  | 4 - 0 | Colegiales           | Genacio Sálice                | 22 de marzo |

| Colegiales           | 1 - 1 | Victoriano Arenas | Malaver y Posadas    | 29 de marzo |
| Deportivo Armenio    | 0 - 1 | Deportivo Español | Juan Pasquale        | 29 de marzo |
| El Porvenir          | 1 - 0 | Barracas Central  | Enrique De Roberts   | 29 de marzo |
| Defensores Unidos    | 2 - 0 | Liniers           | Gigante de Villa Fox | 29 de marzo |
| J.J. Urquiza         | 1 - 4 | Villa Dálmine     | Kelsey y Bonifacini  | 29 de marzo |
| Fénix                | 2 - 2 | Deportivo Riestra | Olavarría y Luna     | 29 de marzo |
| Argentino de Rosario | 1 - 1 | Luján             | José Martín Olaeta   | 29 de marzo |
| Ferrocarril Midland  | 0 - 3 | Excursionistas    | Ciudad de Libertad   | 29 de marzo |
| Argentino de Quilmes | 2 - 2 | Brown de Adrogué  | Argentino de Quilmes | 29 de marzo |

| Brown de Adrogué  | 1 - 1 | Ferrocarril Midland  | Brown de Adrogué              | 5 de abril |
| Excursionistas    | 4 - 2 | Argentino de Rosario | Pampa y Miñones               | 5 de abril |
| Luján             | 2 - 0 | Fénix                | Municipal de Luján            | 5 de abril |
| Deportivo Riestra | 1 - 1 | J.J. Urquiza         | Enrique De Roberts            | 5 de abril |
| Villa Dálmine     | 4 - 2 | Defensores Unidos    | El Coliseo de Mitre y Puccini | 5 de abril |
| Liniers           | 0 - 4 | El Porvenir          | Kelsey y Bonifacini           | 5 de abril |
| Barracas Central  | 4 - 2 | Deportivo Armenio    | Olavarría y Luna              | 5 de abril |
| Deportivo Español | 3 - 2 | Colegiales           | El Gasómetro                  | 5 de abril |
| Victoriano Arenas | 2 - 2 | Villa San Carlos     | Lacarra y Barros Pazos        | 5 de abril |

| Villa San Carlos     | 1 - 3 | Deportivo Español    | Gimnasia y Esgrima (LP)       | 12 de abril |
| Colegiales           | 1 - 1 | Barracas Central     | El Coliseo de Mitre y Puccini | 12 de abril |
| Deportivo Armenio    | 0 - 0 | Liniers              | Juan Pasquale                 | 12 de abril |
| El Porvenir          | 2 - 1 | Villa Dálmine        | Enrique De Roberts            | 12 de abril |
| Defensores Unidos    | 4 - 3 | Deportivo Riestra    | Gigante de Villa Fox          | 12 de abril |
| J.J. Urquiza         | 1 - 0 | Luján                | Kelsey y Bonifacini           | 12 de abril |
| Fénix                | 0 - 2 | Excursionistas       | Concepción Arenal             | 12 de abril |
| Argentino de Rosario | 3 - 2 | Brown de Adrogué     | Gabino Sosa                   | 12 de abril |
| Ferrocarril Midland  | 0 - 4 | Argentino de Quilmes | Ciudad de Libertad            | 12 de abril |

| Argentino de Quilmes | 2 - 1 | Argentino de Rosario | Argentino de Quilmes          | 19 de abril |
| Brown de Adrogué     | 3 - 1 | Fénix                | Brown de Adrogué              | 19 de abril |
| Excursionistas       | 1 - 0 | J.J. Urquiza         | Pampa y Miñones               | 19 de abril |
| Luján                | 0 - 0 | Defensores Unidos    | Municipal de Luján            | 19 de abril |
| Deportivo Riestra    | 0 - 1 | El Porvenir          | Enrique De Roberts            | 19 de abril |
| Villa Dálmine        | 3 - 1 | Deportivo Armenio    | El Coliseo de Mitre y Puccini | 19 de abril |
| Liniers              | 2 - 7 | Colegiales           | Kelsey y Bonifacini           | 19 de abril |
| Barracas Central     | 2 - 0 | Villa San Carlos     | Olavarría y Luna              | 19 de abril |
| Deportivo Español    | 3 - 2 | Victoriano Arenas    | El Gasómetro                  | 19 de abril |

| Victoriano Arenas    | 3 - 3 | Barracas Central     | Saturnino Moure      | 26 de abril |
| Villa San Carlos     | 3 - 1 | Liniers              | Genacio Sálice       | 26 de abril |
| Colegiales           | 2 - 4 | Villa Dálmine        | Brown de Adrogué     | 26 de abril |
| Deportivo Armenio    | 5 - 1 | Deportivo Riestra    | Juan Pasquale        | 26 de abril |
| El Porvenir          | 4 - 2 | Luján                | Enrique De Roberts   | 26 de abril |
| Defensores Unidos    | 2 - 1 | Excursionistas       | Gigante de Villa Fox | 26 de abril |
| J.J. Urquiza         | 1 - 3 | Brown de Adrogué     | Kelsey y Bonifacini  | 26 de abril |
| Fénix                | 1 - 2 | Argentino de Quilmes | Concepción Arenal    | 26 de abril |
| Argentino de Rosario | 3 - 2 | Ferrocarril Midland  | Gabino Sosa          | 26 de abril |

| Ferrocarril Midland  | 2 - 1 | Fénix             | Ciudad de Libertad            | 3 de mayo |
| Argentino de Quilmes | 6 - 0 | J.J. Urquiza      | Argentino de Quilmes          | 3 de mayo |
| Brown de Adrogué     | 3 - 2 | Defensores Unidos | Brown de Adrogué              | 3 de mayo |
| Excursionistas       | 1 - 3 | El Porvenir       | Pampa y Miñones               | 3 de mayo |
| Luján                | 0 - 2 | Deportivo Armenio | Municipal de Luján            | 3 de mayo |
| Deportivo Riestra    | 1 - 3 | Colegiales        | Enrique De Roberts            | 3 de mayo |
| Villa Dálmine        | 6 - 4 | Villa San Carlos  | El Coliseo de Mitre y Puccini | 3 de mayo |
| Liniers              | 2 - 1 | Victoriano Arenas | Kelsey y Bonifacini           | 3 de mayo |
| Barracas Central     | 0 - 1 | Deportivo Español | Olavarría y Luna              | 3 de mayo |

| Deportivo Español | 1 - 2 | Liniers              | El Gasómetro         | 17 de mayo |
| Victoriano Arenas | 1 - 3 | Villa Dálmine        | Saturnino Moure      | 17 de mayo |
| Villa San Carlos  | 2 - 2 | Deportivo Riestra    | Genacio Sálice       | 17 de mayo |
| Colegiales        | 4 - 2 | Luján                | Malaver y Posadas    | 17 de mayo |
| Deportivo Armenio | 1 - 0 | Excursionistas       | Juan Pasquale        | 17 de mayo |
| El Porvenir       | 2 - 1 | Brown de Adrogué     | Enrique De Roberts   | 17 de mayo |
| Defensores Unidos | 2 - 4 | Argentino de Quilmes | Gigante de Villa Fox | 17 de mayo |
| J.J. Urquiza      | 3 - 2 | Ferrocarril Midland  | Kelsey y Bonifacini  | 17 de mayo |
| Fénix             | 2 - 1 | Argentino de Rosario | Concepción Arenal    | 17 de mayo |

| Argentino de Rosario | 3 - 0 | J.J. Urquiza      | José Martín Olaeta            | 24 de mayo |
| Ferrocarril Midland  | 2 - 1 | Defensores Unidos | Ciudad de Libertad            | 24 de mayo |
| Argentino de Quilmes | 1 - 2 | El Porvenir       | Argentino de Quilmes          | 24 de mayo |
| Brown de Adrogué     | 0 - 2 | Deportivo Armenio | Brown de Adrogué              | 24 de mayo |
| Excursionistas       | 1 - 4 | Colegiales        | Pampa y Miñones               | 24 de mayo |
| Luján                | 1 - 1 | Villa San Carlos  | Municipal de Luján            | 24 de mayo |
| Deportivo Riestra    | 1 - 7 | Victoriano Arenas | Enrique De Roberts            | 24 de mayo |
| Villa Dálmine        | 3 - 1 | Deportivo Español | El Coliseo de Mitre y Puccini | 24 de mayo |
| Liniers              | 1 - 2 | Barracas Central  | Kelsey y Bonifacini           | 24 de mayo |

| Barracas Central  | 1 - 1 | Villa Dálmine        | Olavarría y Luna     | 7 de junio |
| Deportivo Español | 1 - 0 | Deportivo Riestra    | El Gasómetro         | 7 de junio |
| Victoriano Arenas | 0 - 2 | Luján                | Saturnino Moure      | 7 de junio |
| Villa San Carlos  | 0 - 2 | Excursionistas       | Genacio Sálice       | 7 de junio |
| Colegiales        | 3 - 0 | Brown de Adrogué     | Malaver y Posadas    | 7 de junio |
| Deportivo Armenio | 3 - 1 | Argentino de Quilmes | Juan Pasquale        | 7 de junio |
| El Porvenir       | 4 - 0 | Ferrocarril Midland  | Enrique De Roberts   | 7 de junio |
| Defensores Unidos | 1 - 4 | Argentino de Rosario | Gigante de Villa Fox | 7 de junio |
| J.J. Urquiza      | 3 - 0 | Fénix                | Kelsey y Bonifacini  | 7 de junio |

| Fénix                | 2 - 3 | Defensores Unidos | Concepción Arenal             | 14 de junio |
| Argentino de Rosario | 2 - 1 | El Porvenir       | Gabino Sosa                   | 14 de junio |
| Ferrocarril Midland  | 1 - 2 | Deportivo Armenio | Ciudad de Libertad            | 14 de junio |
| Argentino de Quilmes | 3 - 0 | Colegiales        | Argentino de Quilmes          | 14 de junio |
| Brown de Adrogué     | 4 - 3 | Villa San Carlos  | Gimnasia y Esgrima (LP)       | 14 de junio |
| Excursionistas       | 2 - 0 | Victoriano Arenas | Pampa y Miñones               | 14 de junio |
| Luján                | 0 - 1 | Deportivo Español | Municipal de Luján            | 14 de junio |
| Deportivo Riestra    | 2 - 0 | Barracas Central  | Enrique De Roberts            | 14 de junio |
| Villa Dálmine        | 1 - 0 | Liniers           | El Coliseo de Mitre y Puccini | 14 de junio |

| Liniers           | 0 - 3 | Deportivo Riestra    | Nueva Chicago           | 21 de junio |
| Barracas Central  | 0 - 0 | Luján                | Gimnasia y Esgrima (LP) | 21 de junio |
| Victoriano Arenas | 3 - 3 | Brown de Adrogué     | Saturnino Moure         | 21 de junio |
| Defensores Unidos | 1 - 1 | J.J. Urquiza         | Gigante de Villa Fox    | 21 de junio |
| Deportivo Español | 2 - 1 | Excursionistas       | El Gasómetro            | 25 de junio |
| Villa San Carlos  | 0 - 3 | Argentino de Quilmes | Genacio Sálice          | 25 de junio |
| Colegiales        | 4 - 1 | Ferrocarril Midland  | Malaver y Posadas       | 25 de junio |
| Deportivo Armenio | 2 - 1 | Argentino de Rosario | Juan Pasquale           | 25 de junio |
| El Porvenir       | 3 - 1 | Fénix                | Enrique De Roberts      | 25 de junio |

| J.J. Urquiza         | 2 - 3 | El Porvenir       | Kelsey y Bonifacini     | 28 de junio |
| Fénix                | 1 - 0 | Deportivo Armenio | Concepción Arenal       | 28 de junio |
| Argentino de Rosario | 1 - 0 | Colegiales        | Gabino Sosa             | 28 de junio |
| Ferrocarril Midland  | 1 - 1 | Villa San Carlos  | Ciudad de Libertad      | 28 de junio |
| Argentino de Quilmes | 4 - 1 | Victoriano Arenas | Argentino de Quilmes    | 28 de junio |
| Brown de Adrogué     | 0 - 3 | Deportivo Español | Gimnasia y Esgrima (LP) | 28 de junio |
| Excursionistas       | 3 - 1 | Barracas Central  | Pampa y Miñones         | 28 de junio |
| Luján                | 1 - 0 | Liniers           | Municipal de Luján      | 28 de junio |
| Deportivo Riestra    | 1 - 5 | Villa Dálmine     | Enrique De Roberts      | 28 de junio |

| Villa Dálmine     | 2 - 0 | Luján                | El Coliseo de Mitre y Puccini | 12 de julio |
| Liniers           | 2 - 1 | Excursionistas       | Nueva Chicago                 | 12 de julio |
| Barracas Central  | 1 - 4 | Brown de Adrogué     | Leandro N. Alem               | 12 de julio |
| Deportivo Español | 0 - 1 | Argentino de Quilmes | El Gasómetro                  | 12 de julio |
| Victoriano Arenas | 2 - 2 | Ferrocarril Midland  | Saturnino Moure               | 12 de julio |
| Villa San Carlos  | 2 - 2 | Argentino de Rosario | Genacio Sálice                | 12 de julio |
| Colegiales        | 2 - 1 | Fénix                | Malaver y Posadas             | 12 de julio |
| Deportivo Armenio | 4 - 2 | J.J. Urquiza         | Juan Pasquale                 | 12 de julio |
| El Porvenir       | 0 - 0 | Defensores Unidos    | Enrique De Roberts            | 12 de julio |

| Defensores Unidos    | 2 - 2 | Deportivo Armenio | Gigante de Villa Fox | 19 de julio |
| J.J. Urquiza         | 2 - 2 | Colegiales        | Kelsey y Bonifacini  | 19 de julio |
| Fénix                | 0 - 1 | Villa San Carlos  | Concepción Arenal    | 19 de julio |
| Argentino de Rosario | 1 - 0 | Victoriano Arenas | José Martín Olaeta   | 19 de julio |
| Ferrocarril Midland  | 1 - 0 | Deportivo Español | Ciudad de Libertad   | 19 de julio |
| Argentino de Quilmes | 4 - 1 | Barracas Central  | Argentino de Quilmes | 19 de julio |
| Brown de Adrogué     | 3 - 0 | Liniers           | Brown de Adrogué     | 19 de julio |
| Excursionistas       | 2 - 0 | Villa Dálmine     | Pampa y Miñones      | 19 de julio |
| Luján                | 0 - 3 | Deportivo Riestra | Municipal de Luján   | 19 de julio |

| Deportivo Riestra | 0 - 1 | Excursionistas       | Enrique De Roberts            | 26 de julio |
| Villa Dálmine     | 2 - 1 | Brown de Adrogué     | El Coliseo de Mitre y Puccini | 26 de julio |
| Liniers           | 1 - 1 | Argentino de Quilmes | Nueva Chicago                 | 26 de julio |
| Barracas Central  | 2 - 2 | Ferrocarril Midland  | Leandro N. Alem               | 26 de julio |
| Deportivo Español | 2 - 2 | Argentino de Rosario | El Gasómetro                  | 26 de julio |
| Victoriano Arenas | 1 - 0 | Fénix                | Saturnino Moure               | 26 de julio |
| Villa San Carlos  | 2 - 2 | J.J. Urquiza         | Genacio Sálice                | 26 de julio |
| Colegiales        | 0 - 1 | Defensores Unidos    | Malaver y Posadas             | 26 de julio |
| Deportivo Armenio | 2 - 1 | El Porvenir          | Juan Pasquale                 | 26 de julio |

| Luján             | 2 - 1 | Excursionistas       | Municipal de Luján            | 2 de agosto |
| Liniers           | 3 - 1 | Ferrocarril Midland  | Concepción Arenal             | 2 de agosto |
| Colegiales        | 0 - 1 | El Porvenir          | Malaver y Posadas             | 2 de agosto |
| Deportivo Riestra | 2 - 3 | Brown de Adrogué     | Enrique De Roberts            | 2 de agosto |
| Villa San Carlos  | 2 - 5 | Defensores Unidos    | Genacio Sálice                | 2 de agosto |
| Deportivo Español | 3 - 0 | Fénix                | El Gasómetro                  | 2 de agosto |
| Victoriano Arenas | 1 - 2 | J.J. Urquiza         | Saturnino Moure               | 2 de agosto |
| Barracas Central  | 1 - 1 | Argentino de Rosario | Leandro N. Alem               | 2 de agosto |
| Villa Dálmine     | 0 - 1 | Argentino de Quilmes | El Coliseo de Mitre y Puccini | 2 de agosto |

| Brown de Adrogué     | 5 - 1 | Luján             | Brown de Adrogué     | 9 de agosto  |
| Argentino de Quilmes | 4 - 1 | Deportivo Riestra | Argentino de Quilmes | 9 de agosto  |
| Ferrocarril Midland  | 1 - 4 | Villa Dálmine     | Ciudad de Libertad   | 9 de agosto  |
| Argentino de Rosario | 2 - 1 | Liniers           | Parque Independencia | 9 de agosto  |
| Fénix                | 3 - 3 | Barracas Central  | Concepción Arenal    | 20 de agosto |
| J.J. Urquiza         | 2 - 3 | Deportivo Español | Kelsey y Bonifacini  | 20 de agosto |
| Defensores Unidos    | 1 - 0 | Victoriano Arenas | Gigante de Villa Fox | 20 de agosto |
| El Porvenir          | 8 - 1 | Villa San Carlos  | Enrique De Roberts   | 20 de agosto |
| Deportivo Armenio    | 2 - 0 | Colegiales        | Juan Pasquale        | 20 de agosto |

| Villa San Carlos  | 2 - 1 | Deportivo Armenio    | Genacio Sálice                | 16 de agosto |
| Victoriano Arenas | 0 - 3 | El Porvenir          | Olavarría y Luna              | 16 de agosto |
| Deportivo Español | 0 - 0 | Defensores Unidos    | El Gasómetro                  | 16 de agosto |
| Barracas Central  | 0 - 0 | J.J. Urquiza         | Leandro N. Alem.              | 16 de agosto |
| Liniers           | 2 - 1 | Fénix                | Nueva Chicago                 | 16 de agosto |
| Villa Dálmine     | 3 - 3 | Argentino de Rosario | El Coliseo de Mitre y Puccini | 16 de agosto |
| Deportivo Riestra | 1 - 1 | Ferrocarril Midland  | Enrique De Roberts            | 16 de agosto |
| Luján             | 1 - 0 | Argentino de Quilmes | Municipal de Luján            | 16 de agosto |
| Excursionistas    | 0 - 0 | Brown de Adrogué     | Pampa y Miñones               | 16 de agosto |

| Argentino de Quilmes | 5 - 0 | Excursionistas    | Argentino de Quilmes | 23 de agosto |
| Ferrocarril Midland  | 5 - 2 | Luján             | Ciudad de Libertad   | 23 de agosto |
| Argentino de Rosario | 2 - 0 | Deportivo Riestra | Arroyito             | 23 de agosto |
| Fénix                | 0 - 1 | Villa Dálmine     | Concepción Arenal    | 23 de agosto |
| J.J. Urquiza         | 0 - 1 | Liniers           | Kelsey y Bonifacini  | 23 de agosto |
| Defensores Unidos    | 1 - 1 | Barracas Central  | Gigante de Villa Fox | 23 de agosto |
| El Porvenir          | 1 - 2 | Deportivo Español | Enrique De Roberts   | 23 de agosto |
| Deportivo Armenio    | 1 - 1 | Victoriano Arenas | Juan Pasquale        | 23 de agosto |
| Colegiales           | 7 - 3 | Villa San Carlos  | Leandro N. Alem      | 23 de agosto |

| Victoriano Arenas | 1 - 3 | Colegiales           | Saturnino Moure         | 30 de agosto |
| Deportivo Español | 1 - 3 | Deportivo Armenio    | Médanos y Boyacá        | 30 de agosto |
| Barracas Central  | 0 - 1 | El Porvenir          | Gimnasia y Esgrima (LP) | 30 de agosto |
| Liniers           | 1 - 2 | Defensores Unidos    | Tres de Febrero         | 30 de agosto |
| Villa Dálmine     | 3 - 0 | J.J. Urquiza         | Municipal de San Pedro  | 30 de agosto |
| Deportivo Riestra | 2 - 1 | Fénix                | Enrique De Roberts      | 30 de agosto |
| Luján             | 1 - 4 | Argentino de Rosario | Municipal de Luján      | 30 de agosto |
| Excursionistas    | 0 - 0 | Ferrocarril Midland  | Pampa y Miñones         | 30 de agosto |
| Brown de Adrogué  | 1 - 2 | Argentino de Quilmes | Brown de Adrogué        | 30 de agosto |

| Ferrocarril Midland  | 0 - 2 | Brown de Adrogué  | Ciudad de Libertad   | 6 de septiembre |
| Argentino de Rosario | 2 - 0 | Excursionistas    | Gabino Sosa          | 6 de septiembre |
| Fénix                | 2 - 1 | Luján             | Concepción Arenal    | 6 de septiembre |
| J.J. Urquiza         | 1 - 1 | Deportivo Riestra | Kelsey y Bonifacini  | 6 de septiembre |
| Defensores Unidos    | 0 - 2 | Villa Dálmine     | Gigante de Villa Fox | 6 de septiembre |
| El Porvenir          | 2 - 0 | Liniers           | Enrique De Roberts   | 6 de septiembre |
| Deportivo Armenio    | 3 - 3 | Barracas Central  | Juan Pasquale        | 6 de septiembre |
| Colegiales           | 0 - 4 | Deportivo Español | Peña y Arenales      | 6 de septiembre |
| Villa San Carlos     | 2 - 1 | Victoriano Arenas | Genacio Sálice       | 6 de septiembre |

| Deportivo Español    | 4 - 0 | Villa San Carlos     | El Gasómetro            | 13 de septiembre |
| Barracas Central     | 1 - 2 | Colegiales           | Gimnasia y Esgrima (LP) | 13 de septiembre |
| Liniers              | 0 - 1 | Deportivo Armenio    | Tres de Febrero         | 13 de septiembre |
| Villa Dálmine        | 0 - 0 | El Porvenir          | Médanos y Boyacá        | 13 de septiembre |
| Deportivo Riestra    | 4 - 0 | Defensores Unidos    | Enrique De Roberts      | 13 de septiembre |
| Luján                | 0 - 1 | J.J. Urquiza         | Municipal de Luján      | 13 de septiembre |
| Excursionistas       | 3 - 1 | Fénix                | Pampa y Miñones         | 13 de septiembre |
| Brown de Adrogué     | 0 - 1 | Argentino de Rosario | Brown de Adrogué        | 13 de septiembre |
| Argentino de Quilmes | 3 - 1 | Ferrocarril Midland  | Argentino de Quilmes    | 13 de septiembre |

| Argentino de Rosario | 0 - 2 | Argentino de Quilmes | Parque Independencia | 27 de septiembre |
| Fénix                | 2 - 2 | Brown de Adrogué     | Concepción Arenal    | 27 de septiembre |
| J.J. Urquiza         | 0 - 0 | Excursionistas       | Kelsey y Bonifacini  | 27 de septiembre |
| Defensores Unidos    | 2 - 1 | Luján                | Gigante de Villa Fox | 27 de septiembre |
| El Porvenir          | 3 - 1 | Deportivo Riestra    | Enrique De Roberts   | 27 de septiembre |
| Deportivo Armenio    | 0 - 5 | Villa Dálmine        | Juan Pasquale        | 27 de septiembre |
| Colegiales           | 2 - 1 | Liniers              | Malaver y Posadas    | 27 de septiembre |
| Villa San Carlos     | 1 - 1 | Barracas Central     | Genacio Sálice       | 27 de septiembre |
| Victoriano Arenas    | 0 - 6 | Deportivo Español    | Olavarría y Luna     | 27 de septiembre |

| Barracas Central     | 3 - 0 | Victoriano Arenas    | Gigante de Villa Fox   | 4 de octubre |
| Liniers              | 2 - 1 | Villa San Carlos     | Concepción Arenal      | 4 de octubre |
| Villa Dálmine        | 2 - 0 | Colegiales           | Municipal de San Pedro | 4 de octubre |
| Deportivo Riestra    | 0 - 2 | Deportivo Armenio    | Enrique De Roberts     | 4 de octubre |
| Luján                | 2 - 3 | El Porvenir          | Municipal de Luján     | 4 de octubre |
| Excursionistas       | 0 - 1 | Defensores Unidos    | Pampa y Miñones        | 4 de octubre |
| Brown de Adrogué     | 0 - 0 | J.J. Urquiza         | Brown de Adrogué       | 4 de octubre |
| Argentino de Quilmes | 3 - 1 | Fénix                | Argentino de Quilmes   | 4 de octubre |
| Ferrocarril Midland  | 2 - 1 | Argentino de Rosario | Ciudad de Libertad     | 4 de octubre |

| Fénix             | 0 - 0  | Ferrocarril Midland  | Concepción Arenal    | 11 de octubre |
| J.J. Urquiza      | 0 - 2  | Argentino de Quilmes | Kelsey y Bonifacini  | 11 de octubre |
| Defensores Unidos | 1 - 1  | Brown de Adrogué     | Gigante de Villa Fox | 11 de octubre |
| El Porvenir       | 3 - 1  | Excursionistas       | Enrique De Roberts   | 11 de octubre |
| Deportivo Armenio | 1 - 1  | Luján                | Juan Pasquale        | 11 de octubre |
| Colegiales        | 2 - 1  | Deportivo Riestra    | Malaver y Posadas    | 11 de octubre |
| Villa San Carlos  | 1 - 10 | Villa Dálmine        | Genacio Sálice       | 11 de octubre |
| Victoriano Arenas | 1 - 0  | Liniers              | Saturnino Moure      | 11 de octubre |
| Deportivo Español | 6 - 1  | Barracas Central     | Peña y Arenales      | 11 de octubre |

| Liniers              | 0 - 2 | Deportivo Español | Olavarría y Luna              | 18 de octubre |
| Villa Dálmine        | 7 - 0 | Victoriano Arenas | El Coliseo de Mitre y Puccini | 18 de octubre |
| Deportivo Riestra    | 6 - 2 | Villa San Carlos  | Enrique De Roberts            | 18 de octubre |
| Luján                | 4 - 5 | Colegiales        | Kelsey y Bonifacini           | 18 de octubre |
| Excursionistas       | 1 - 0 | Deportivo Armenio | Pampa y Miñones               | 18 de octubre |
| Brown de Adrogué     | 1 - 3 | El Porvenir       | Brown de Adrogué              | 18 de octubre |
| Argentino de Quilmes | 2 - 0 | Defensores Unidos | Argentino de Quilmes          | 18 de octubre |
| Ferrocarril Midland  | 1 - 1 | J.J. Urquiza      | Ciudad de Libertad            | 18 de octubre |
| Argentino de Rosario | 3 - 0 | Fénix             | Gabino Sosa                   | 18 de octubre |

| J.J. Urquiza      | 2 - 1 | Argentino de Rosario | Kelsey y Bonifacini  | 25 de octubre |
| Defensores Unidos | 2 - 2 | Ferrocarril Midland  | Gigante de Villa Fox | 25 de octubre |
| El Porvenir       | 1 - 0 | Argentino de Quilmes | Enrique De Roberts   | 25 de octubre |
| Deportivo Armenio | 5 - 0 | Brown de Adrogué     | Juan Pasquale        | 25 de octubre |
| Colegiales        | 0 - 0 | Excursionistas       | Malaver y Posadas    | 25 de octubre |
| Villa San Carlos  | 3 - 0 | Luján                | Genacio Sálice       | 25 de octubre |
| Victoriano Arenas | 1 - 2 | Deportivo Riestra    | Saturnino Moure      | 25 de octubre |
| Deportivo Español | 1 - 2 | Villa Dálmine        | Peña y Arenales      | 25 de octubre |
| Barracas Central  | 0 - 0 | Liniers              | Moreno y Fariña      | 25 de octubre |

| Villa Dálmine        | 4 - 0 | Barracas Central  | El Coliseo de Mitre y Puccini | 1 de noviembre |
| Deportivo Riestra    | 0 - 3 | Deportivo Español | Enrique De Roberts            | 1 de noviembre |
| Luján                | 2 - 2 | Victoriano Arenas | Malaver y Posadas             | 1 de noviembre |
| Excursionistas       | 1 - 0 | Villa San Carlos  | Pampa y Miñones               | 1 de noviembre |
| Brown de Adrogué     | 3 - 3 | Colegiales        | Brown de Adrogué              | 1 de noviembre |
| Argentino de Quilmes | 2 - 0 | Deportivo Armenio | Argentino de Quilmes          | 1 de noviembre |
| Ferrocarril Midland  | 1 - 2 | El Porvenir       | Ciudad de Libertad            | 1 de noviembre |
| Argentino de Rosario | 3 - 0 | Defensores Unidos | Gabino Sosa                   | 1 de noviembre |
| Fénix                | 1 - 0 | J.J. Urquiza      | Concepción Arenal             | 1 de noviembre |

| Defensores Unidos | 1 - 1 | Fénix                | Gigante de Villa Fox | 8 de noviembre |
| El Porvenir       | 5 - 2 | Argentino de Rosario | Enrique De Roberts   | 8 de noviembre |
| Deportivo Armenio | 2 - 1 | Ferrocarril Midland  | Juan Pasquale        | 8 de noviembre |
| Colegiales        | 1 - 0 | Argentino de Quilmes | Malaver y Posadas    | 8 de noviembre |
| Villa San Carlos  | 2 - 1 | Brown de Adrogué     | Genacio Sálice       | 8 de noviembre |
| Victoriano Arenas | 0 - 1 | Excursionistas       | Saturnino Moure      | 8 de noviembre |
| Deportivo Español | 4 - 1 | Luján                | Tres de Febrero      | 8 de noviembre |
| Barracas Central  | 2 - 1 | Deportivo Riestra    | Olavarría y Luna     | 8 de noviembre |
| Liniers           | 0 - 4 | Villa Dálmine        | Nueva Chicago        | 8 de noviembre |

| Deportivo Riestra    | 2 - 0 | Liniers           | Olavarría y Luna     | 15 de noviembre |
| Luján                | 0 - 0 | Barracas Central  | Malaver y Posadas    | 15 de noviembre |
| Excursionistas       | 2 - 1 | Deportivo Español | Pampa y Miñones      | 15 de noviembre |
| Brown de Adrogué     | 5 - 2 | Victoriano Arenas | Brown de Adrogué     | 15 de noviembre |
| Argentino de Quilmes | 4 - 0 | Villa San Carlos  | Argentino de Quilmes | 15 de noviembre |
| Ferrocarril Midland  | 2 - 3 | Colegiales        | Ciudad de Libertad   | 15 de noviembre |
| Argentino de Rosario | 1 - 2 | Deportivo Armenio | Gabino Sosa          | 15 de noviembre |
| Fénix                | 1 - 1 | El Porvenir       | Concepción Arenal    | 15 de noviembre |
| J.J. Urquiza         | 2 - 4 | Defensores Unidos | Kelsey y Bonifacini  | 15 de noviembre |

| El Porvenir       | 3 - 1  | J.J. Urquiza         | Enrique De Roberts            | 22 de noviembre |
| Deportivo Armenio | 2 - 1  | Fénix                | Juan Pasquale                 | 22 de noviembre |
| Colegiales        | 0 - 1  | Argentino de Rosario | Malaver y Posadas             | 22 de noviembre |
| Villa San Carlos  | 1 - 3  | Ferrocarril Midland  | Genacio Sálice                | 22 de noviembre |
| Victoriano Arenas | 1 - 1  | Argentino de Quilmes | Saturnino Moure               | 22 de noviembre |
| Deportivo Español | 2 - 0  | Brown de Adrogué     | Pampa y Miñones               | 22 de noviembre |
| Barracas Central  | 0 - 0  | Excursionistas       | Olavarría y Luna              | 22 de noviembre |
| Liniers           | 2 - 3  | Luján                | Kelsey y Bonifacini           | 22 de noviembre |
| Villa Dálmine     | 11 - 4 | Deportivo Riestra    | El Coliseo de Mitre y Puccini | 22 de noviembre |

| Luján                | 1 - 3 | Villa Dálmine     | Municipal de Luján   | 29 de noviembre |
| Excursionistas       | 2 - 0 | Liniers           | Pampa y Miñones      | 29 de noviembre |
| Brown de Adrogué     | 0 - 1 | Barracas Central  | Brown de Adrogué     | 29 de noviembre |
| Argentino de Quilmes | 3 - 2 | Deportivo Español | Argentino de Quilmes | 29 de noviembre |
| Ferrocarril Midland  | 4 - 1 | Victoriano Arenas | Ciudad de Libertad   | 29 de noviembre |
| Argentino de Rosario | 2 - 1 | Villa San Carlos  | Gabino Sosa          | 29 de noviembre |
| Fénix                | 1 - 0 | Colegiales        | Concepción Arenal    | 29 de noviembre |
| J.J. Urquiza         | 3 - 1 | Deportivo Armenio | Kelsey y Bonifacini  | 29 de noviembre |
| Defensores Unidos    | 0 - 2 | El Porvenir       | Gigante de Villa Fox | 29 de noviembre |

| Deportivo Armenio | 3 - 0 | Defensores Unidos    | Juan Pasquale                 | 6 de diciembre  |
| Colegiales        | 1 - 0 | J.J. Urquiza         | Malaver y Posadas             | 6 de diciembre  |
| Villa San Carlos  | 5 - 0 | Fénix                | Genacio Sálice                | 6 de diciembre  |
| Victoriano Arenas | 3 - 1 | Argentino de Rosario | Saturnino Moure               | 6 de diciembre  |
| Deportivo Español | 3 - 0 | Ferrocarril Midland  | Pampa y Miñones               | 6 de diciembre  |
| Barracas Central  | 3 - 1 | Argentino de Quilmes | Olavarría y Luna              | 6 de diciembre  |
| Villa Dálmine     | 4 - 0 | Excursionistas       | El Coliseo de Mitre y Puccini | 6 de diciembre  |
| Deportivo Riestra | 3 - 3 | Luján                | Concepción Arenal             | 6 de diciembre  |
| Liniers           | 1 - 0 | Brown de Adrogué     | Malaver y Posadas             | 27 de diciembre |

| Excursionistas       | 1 - 0 | Deportivo Riestra | Pampa y Miñones      | 13 de diciembre |
| Brown de Adrogué     | 0 - 2 | Villa Dálmine     | Brown de Adrogué     | 13 de diciembre |
| Argentino de Quilmes | 2 - 1 | Liniers           | Argentino de Quilmes | 13 de diciembre |
| Ferrocarril Midland  | 1 - 1 | Barracas Central  | Ciudad de Libertad   | 13 de diciembre |
| Argentino de Rosario | 2 - 1 | Deportivo Español | José Martín Olaeta   | 13 de diciembre |
| Fénix                | 2 - 0 | Victoriano Arenas | Concepción Arenal    | 13 de diciembre |
| J.J. Urquiza         | 1 - 0 | Villa San Carlos  | Kelsey y Bonifacini  | 13 de diciembre |
| Defensores Unidos    | 0 - 1 | Colegiales        | Gigante de Villa Fox | 13 de diciembre |
| El Porvenir          | 3 - 0 | Deportivo Armenio | Enrique De Roberts   | 13 de diciembre |

## Goleadores[7]
| Pos. | Jugador              | Jugador                | Goles | Equipo        |
| ---- | -------------------- | ---------------------- | ----- | ------------- |
| 1    | Bandera de Argentina | Delfín Benítez Cáceres | 28    | Colegiales    |
| 2    | Bandera de Argentina | Antonio Lobos          | 23    | Villa Dálmine |
| 2    | Bandera de Argentina | Juan Alberto Martínez  | 23    | Villa Dálmine |
| 2    | Bandera de Argentina | Isidoro Leiva          | 23    | Argentino (Q) |
| 3    | Bandera de Argentina | Carlos Raúl Gutiérrez  | 22    | Argentino (Q) |
| 4    | Bandera de Argentina | Jorge Parchonczuk      | 20    | El Porvenir   |